# Matayba ptariana
Matayba ptariana là một loài thực vật có hoa trong họ Bồ hòn. Loài này được Steyerm. mô tả khoa học đầu tiên năm 1952.